# 萨尔布里站
萨尔布里站，是法国的一个铁路车站，位于法国中部城市萨尔布里。

## 位置
萨尔布里站位于萨尔布里市区的北部，索德尔河（La Sauldre）南岸。车站大致呈南北走向，主站房开口朝东，西侧亦可进出。

## 站场
根据列车型号的不同，萨尔布里站大致可分普速场和窄轨场为两大部分。

### 普速场
萨尔布里站的普速场位于POLT（巴黎—奥尔良—利摩日—图卢兹）铁路正线上，其下行站台和主站房位于铁路东侧，上行站台则位于西侧。车站北侧为东西走向的铁路下穿隧道，其隧道南沿为人行通道，行人可借此通道往返车站两侧。

### 窄轨场
萨尔布里站的窄轨场位于普速场东侧大约50米，是一个尽头式的车站，也是勒布朗－阿尔让铁路的现有起点站（该铁路萨尔布里-阿尔让和吕塞勒马勒-勒布朗段已关闭）。两个站场之间可通过步行通道连接。

## 停靠线路
以下列车线路在萨尔布里站停靠：
| 萨尔布里站列车线路表            |            |                           |                |              |
| 线路                            | 车种       | 上一站                    | 下一站         | 大致运行频率 |
| 巴黎—布尔日/蒙吕松              | INTERCITÉS | 雷若布莱                  | 维耶尔宗       | 每天1~2趟    |
| 奥尔良—维耶尔宗/布尔日/讷韦尔   | TER        | 拉莫特博弗隆/努昂勒弗泽列 | 泰耶/维耶尔宗  | 每天6趟左右  |
| 奥尔良—沙托鲁/阿尔让通/拉苏特兰 | TER        | 努昂勒弗泽列              | 泰耶           | 每天4趟左右  |
| 萨尔布里—罗莫朗坦/瓦朗塞        | TER        | （起点）                  | 拉菲尔泰昂博勒 | 每天3~6趟    |
| 1.                              |            |                           |                |              |

## 配套交通

### 长途汽车
萨尔布里站对应的大巴车上下车地点位于萨尔布里站东侧，主站房门口。
| 停靠萨尔布里站的大巴车 |                              |                                                                          |
| 上下车地点             | 运营单位                     | 主要目的地                                                               |
| 萨尔布里站             | 卢瓦-谢尔省城际客运 Route 41 | 努昂勒弗泽列、布卢瓦                                                     |
| 萨尔布里站             | SNCF                         | （当某条铁路线施工或罢工时，SNCF可能也会提供途径该线路沿途站点的大巴车） |
| 1. 2. 3.               |                              |                                                                          |

### 市内交通
萨尔布里站暂无城市公交线路停靠。

## 临近车站
| 萨尔布里站（Gare de Salbris）  |                                  |                  |
| 上行车站                       | 线路                             | 下行车站         |
| 努昂勒弗泽列站                 | POLT（奥尔良－蒙托邦铁路）       | 泰耶站           |
| （起点）                       | 萨尔布里－吕塞勒马勒铁路（窄轨） | 拉菲尔泰昂博勒站 |
| - 本表仅显示运营中的线路及车站 |                                  |                  |